# Кавгозеро
Ка́вгозеро (карел. Kaukoijärvi, фин. Kaukajärvi) — деревня в Питкярантском районе Республики Карелия. Входила в состав упразднённого в 2023 году Салминского сельского поселения.

## Общие сведения
Расположена на северном берегу озера Кавгоярви.

## История
Образована в 1863 г. в результате выделения из состава деревни Кавайно.
В 1929 году в Кавгозеро была перенесена старообрядческая часовня во имя Александра Свирского с Дедова острова в Ладожском озере для использования в качестве красного уголка
Согласно постановлению Президиума Верховного Совета Карельской АССР от 28 октября 1957 г. Кавгозеро вместе с Ковайно и Мансилой вошли в состав населенного пункта Погранкондуши, а в 2001 году были образованы вновь в качестве отдельных населённых пунктов.

## Население
Численность населения в 1905 году составляла 141 человек.
| 2002 | 2009 | 2010 | 2013 |
| ---- | ---- | ---- | ---- |
| 8    | ↘1   | ↗7   | ↘3   |